# Salinoctomys loschalchalerosorum
Salinoctomys loschalchalerosorum е вид бозайник от семейство Лъжливи плъхове (Octodontidae), единствен представител на род Salinoctomys. Видът е критично застрашен от изчезване.

## Разпространение
Разпространен е в Аржентина.